# Aceleración angular
Se define la aceleración angular como el cambio que experimenta la velocidad angular por unidad de tiempo. Se denota por la letra griega alfa {\displaystyle \alpha }. Al igual que la velocidad tangencial , la aceleración angular tiene carácter vectorial.
Se expresa en radianes por segundo al cuadrado, o s-2, ya que el radián es adimensional.

## Definición matemática

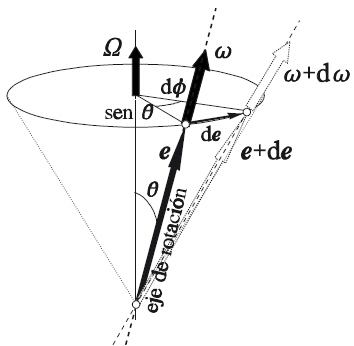
Aceleración angular. En el caso general, cuando el eje de rotación no mantiene una dirección constante en el espacio, la aceleración angular no tiene la dirección del eje de rotación.

Definimos el vector aceleración angular, y lo representamos por {\displaystyle {\boldsymbol {\alpha }}\,}, de modo que

{\displaystyle {\boldsymbol {\alpha }}={\frac {d{\boldsymbol {\omega }}}{dt}}}

siendo {\displaystyle {\boldsymbol {\omega }}} el vector velocidad angular del cuerpo alrededor del eje de rotación. Si denominamos por {\displaystyle \mathbf {e} \,} el vector unitario asociado a dicho eje, de modo que sea {\displaystyle {\boldsymbol {\omega }}=\omega \mathbf {e} \,}, podemos escribir

{\displaystyle {\boldsymbol {\alpha }}={\frac {d{\boldsymbol {\omega }}}{dt}}={\frac {d}{dt}}\left(\omega \mathbf {e} \right)={\frac {d\omega }{dt}}\mathbf {e} \ +\ \omega {\frac {d\mathbf {e} }{dt}}}

resultando que, en general, el vector {\displaystyle {\boldsymbol {\alpha }}\,} no está localizado sobre el eje de rotación.
En el caso particular de que el eje de rotación mantenga una orientación fija en el espacio (movimiento plano), entonces será {\displaystyle {d\mathbf {e} }/{dt}=0} y el vector aceleración angular {\displaystyle {\boldsymbol {\alpha }}} estará localizado sobre el eje de rotación. Esto es,

{\displaystyle {\boldsymbol {\alpha }}={\frac {d{\boldsymbol {\omega }}}{dt}}={\frac {d\omega }{dt}}\mathbf {e} =\alpha \,\,\mathbf {e} }

de modo que el módulo de la aceleración angular, {\displaystyle |{\boldsymbol {\alpha }}|=\alpha }, es la derivada de la celeridad angular con respecto al tiempo (o la derivada segunda del ángulo de rotación con respecto al tiempo), su dirección es la de {\displaystyle {\boldsymbol {\omega }}} cuando la celeridad angular aumenta con el tiempo, o {\displaystyle -{\boldsymbol {\omega }}} si disminuye.
En el caso general, cuando el eje de rotación no mantiene una dirección fija en el espacio, será {\displaystyle {d\mathbf {e} }/{dt}\neq 0}, aunque {\displaystyle |\mathbf {e} |=1}, ya que el vector unitario del eje cambia de dirección en el transcurso del movimiento. Puesto que {\displaystyle \mathbf {e} } es un versor, su derivada será un vector perpendicular a {\displaystyle \mathbf {e} }, esto es, al eje instantáneo de rotación.
Así pues, en el caso más general, la aceleración angular {\displaystyle {\boldsymbol {\alpha }}} se expresará en la forma

{\displaystyle {\boldsymbol {\alpha }}={\frac {d{\boldsymbol {\omega }}}{dt}}={\frac {d\omega }{dt}}\mathbf {e} \ +\ {\boldsymbol {\Omega }}\times {\boldsymbol {\omega }}}

siendo {\displaystyle {\boldsymbol {\Omega }}} la velocidad angular asociada a la rotación del eje o precesión del eje de rotación (definido por {\displaystyle \,\mathbf {e} }) en el espacio.
En la expresión anterior observaremos que el vector aceleración angular tiene dos componentes: una componente longitudinal ( i.e., en la dirección del eje de rotación) cuyo módulo es {\displaystyle {d\omega }/{dt}\,} y una componente transversal (i.e., perpendicular al eje de rotación) cuyo módulo es {\displaystyle {\boldsymbol {\Omega }}\times {\boldsymbol {\omega }}\,}.
Así pues, en general,
- el vector {\displaystyle {\boldsymbol {\alpha }}} no tendrá la misma dirección que el vector {\displaystyle {\boldsymbol {\omega }}}.
- el vector aceleración angular {\displaystyle {\boldsymbol {\alpha }}} no tendrá la dirección del eje de rotación.

La dirección de la aceleración angular sólo coincide con la del vector velocidad angular, o sea, con el eje de rotación, en el caso de que dicho eje mantenga su orientación fija en el espacio, esto es, en el movimiento plano.

## Movimiento plano
En el movimiento plano del sólido rígido, la aceleración angular, al igual que la velocidad angular, tiene la dirección del eje de rotación y viene dada por:

{\displaystyle \alpha ={d^{2}\theta  \over dt^{2}}={d\omega  \over dt}}

donde {\displaystyle \theta \,} representa el ángulo girado en función de {\displaystyle t} y {\displaystyle \omega } la velocidad angular.

{\displaystyle \omega ={d\theta  \over dt}}

En el movimiento plano tanto la velocidad angular como la aceleración angular son vectores perpendiculares al plano en el que se produce el movimiento.